# Physisporinus rivulosus
Physisporinus rivulosus är en svampart som först beskrevs av Berk. & M.A. Curtis, och fick sitt nu gällande namn av Leif Ryvarden 1984. Physisporinus rivulosus ingår i släktet Physisporinus och familjen Meripilaceae.  Artens status i Sverige är: Ej påträffad. Inga underarter finns listade i Catalogue of Life.